# Бурдини-Дагери (Торино)
Бурдини-Дагери је насеље у Италији у округу Торино, региону Пијемонт.
Према процени из 2011. у насељу је живело 64 становника. Насеље се налази на надморској висини од 475 м.